# Beawar
Beawar (znane również pod nazwą Nayanagar) – miasto w środkowym Radżastanie, w północno-zachodnich Indiach. 224 tysiące mieszkańców (2001). Miasto zostało założone w 1835 przez rządzących Indiami Brytyjczyków.